# ISO 3166-2:ZM
ISO 3166-2:ZM é  subconjunto de códigos definido em ISO 3166-2, parte do padrão ISO 3166 publicado pela Organização Internacional para Padronização (ISO), para os nomes das principais subdivisões da Zâmbia.

Os códigos referem-se aos às 10 províncias. Cada código é composto de duas partes, separadas por um hífen. A primeira parte é ZM, o código ISO 3166-1 alfa-2 código da Zâmbia, e a segunda parte é um subcódigo dois dígitos de subdivisão (01–10).

## Códigos atuais

Províncias da Zâmbia

Códigos ISO 3166 e nomes das subdivisões estão listados como publicado pela Maintenance Agency (ISO 3166/MA).
As colunas podem ser classificadas clicando nos respectivos botões.
| Código | Subdivision name (en) |
| ------ | --------------------- |
| ZM-02  | Central               |
| ZM-08  | Copperbelt            |
| ZM-03  | Oriental              |
| ZM-04  | Luapula               |
| ZM-09  | Lusaka                |
| ZM-05  | Norte                 |
| ZM-06  | Noroeste              |
| ZM-07  | Sul                   |
| ZM-01  | Ocidental             |
| ZM-10  | Muchinga              |

## Mudanças
As seguintes alterações dos códigos estão listadas no catálogo da Plataforma de Navegação On-Line ISO:
| Data efetiva da mudança | Pequena descrição da mudança                                            |
| ----------------------- | ----------------------------------------------------------------------- |
| 03/11/2014              | Adicionada 1 província ZM-10; atualização dos códigos e fontes da lista |